# Long Lake (Kenogami River)
Der Long Lake (englisch für „langgestreckter See“) ist ein See im Thunder Bay District in der kanadischen Provinz Ontario.

## Lage
Der langgestreckte See hat eine Länge von 85 km (der nördliche Teil 72 km in NNO-SSW-Ausrichtung, der südliche Teil 13 km in Nord-Süd-Richtung) sowie eine maximale Breite von 3 km. Der Long Lake liegt im Bereich des Kanadischen Schilds auf einer Höhe von 313 m.
Der See wurde ursprünglich über den Kenogami River nach Norden zum Albany River und weiter zur Hudson Bay entwässert. Durch Errichtung des Kenogami Diversion Dam 15 km nördlich des Long Lake in den Jahren 1937–1938, an welchem der obere Kenogami River aufgestaut wird, fließt dessen Wasser nun fast vollständig – entgegen der ursprünglichen Fließrichtung – zum Long Lake.
Am südlichen Seeende fließt nun das Wasser des Long Lake über einen Ableitungskanal zum Long Lake Control Dam (⊙), welcher den Abfluss reguliert. An dieser Stelle ist der Bau eines Wasserkraftwerks in Planung. Das Wasser fließt weiter über den Aguasabon River zum Oberen See. Abstrom in der Nähe von Terrace Bay ist ein Wasserkraftwerk vorhanden, welches die abgeleitete Wassermenge zur Stromerzeugung nutzt.
Am Nordende des Long Lake liegt am Ostufer der Ort Longlac. Der Trans-Canada Highway (Ontario Highway 11) verläuft entlang dem Seeufer am Nordende des Long Lake.

## Seefauna
Der Long Lake ist ein Ziel von Angeltouristen, die hier hauptsächlich Glasaugenbarsch, Amerikanischer Seesaibling und Hecht fangen.